# Dichrostachys
Dichrostachys es un género de leguminosas de la familia Fabaceae. Son arbustos pero pueden llegar a ser árboles pequeños, espinosos o no, sin aguijones. Las especies de distribución tropical en el Viejo Mundo y Australia, la mayor parte en Madagascar, una especie introducida en América se comporta como invasiva en las Antillas (D. cinerea). Comprende 47 especies descritas y de estas, solo 17 aceptadas.

## Descripción
Las hojas son bipinnadas con los foliolos que pueden ser pocos o numerosos pares opuestos, el raquis tiene glándulas. Tienen dos tipos de flores (heteromorfas) con colores diferentes reunidas en una espiga, con las flores basales estériles y las apicales hermafroditas. Flores muy pequeñas, pentámeras, cáliz dentado, corola de pétalos unidos en la base; en las flores fértiles 10 estambres libres con antera glandulada, y en las flores estériles son largos y sin antera (estaminodios). Las espigas florales son axilares y pueden ser solitarias o en glomérulos. Los frutos son vainas comprimidas, alargadas, retorcidas y enrolladas, pueden ser sinuosas. Son sentadas, agrupadas en glomérulos.Las semillas no tienen arilo, pueden ser más o menos aplanadas.

## Taxonomía
El género fue descrito por (DC.) Wight) y Arn. y publicado en Prodromus Florae Peninsulae Indiae Orientalis 1: 271. 1834. La especie tipo es Dichrostachys cinerea (L.) Wight & Arn.

## Especies aceptadas
A continuación se brinda un listado de las especies del género Dichrostachys aceptadas hasta julio de 2014, ordenadas alfabéticamente. Para cada una se indica el nombre binomial seguido del autor, abreviado según las convenciones y usos.	
- Dichrostachys akataensis Villiers
- Dichrostachys arborescens (Benth.) Villiers
- Dichrostachys bernieriana Baill.
- Dichrostachys cinerea (L.) Wight& Arn.
- Dichrostachys dehiscens Balf.f.
- Dichrostachys dumetaria Villiers
- Dichrostachys kirkii Benth.
- Dichrostachys paucifoliolata (Scott-Elliot) Drake
- Dichrostachys richardiana Baill.
- Dichrostachys santapaui Sebast. & Ramam.
- Dichrostachys scottiana (Drake) Villiers
- Dichrostachys spicata (F.Muell.) Domin
- Dichrostachys tenuifolia Benth.
- Dichrostachys unijuga Baker
- Dichrostachys venosa Villiers